# Adorazione dei Magi (Jan Gossaert)
L'Adorazione dei Magi è un dipinto a olio su tavola (177,2x161,8 cm) di Mabuse (Jan Gossaert), databile al 1510-1515 circa e conservato nella National Gallery di Londra. È firmato sul cappello del re nero (IENNI/GOSSART DE MABV...) e sul collare del suo assistente (IENNI GOSS...).

## Storia
L'opera è nota dall'anno 1600, quando si trovava in una cappella dedicata alla Vergine nella chiesa abbaziale di Geraardsbergen (Fiandre orientali) dove la videro durante un trasferimento da Oudenaarde a Bruxelles Alberto e Isabella, governatori dei Paesi Bassi spagnoli e principi sovrani delle Fiandre meridionali. Essi chiesero di acquistare il dipinto, ottenendo l'assenso dell'abate. Il 5 aprile 1601 Alberto inviò il pagamento e il 18 maggio dello stesso anno fu inviato il pittore Gijsbrecht van Veen a completare la transazione e far trasportare l'opera a Bruxelles. Dopo essere stata dotata di una nuova cornice, l'opera fu installata nella cappella del palazzo reale nel 1603. Numerose fonti dei secoli XVII e XVIII citarono il capolavoro, che durante i periodi della Quaresima e dell'Avvento veniva coperto da una Crocifissione a grasaille.
L'incendio del febbraio 1731 distrusse il palazzo ma salvò la cappella e il dipinto, il quale fu tuttavia rimosso dalla sua sede nel 1744, dal governatore Carlo di Lorena, prima che, negli anni settanta del Settecento, l'edificio fosse demolito. Rimasta nei possedimenti personali del principe di Lorena, l'opera è riferita nell'inventario redatto alla sua morte (nel 1780) con attribuzione a Dürer e come tale messa successivamente in vendita, assieme a tutti gli effetti di Carlo, il 21-27 maggio 1781. Una nota di François Mols ricorda il passaggio a Emmanuel-Marie de Cock, consigliere degli Stati del Brabante in pensione. Quest'ultimo morì in esilio a Brno, ma il dipinto non lo seguì nei suoi spostamenti, finendo dopo uno o più passaggi in possesso di M. van Fulens all'Aia.
Dell'opera si persero le tracce per qualche anno, finché nel 1787 potrebbe essere il tableu unique esposto in un'abitazione di Leicester Square a Londra, durante un'asta tenuta da John Greenwood, di cui resta una descrizione abbastanza precisa dell'opera, con attribuzione corretta a "Jan de Mabuse". Ignoto è il nome del compratore.
Ancora nel 1795 il dipinto si trovava in vendita da Michael Briant e il 16 marzo 1796 è registrato l'ingresso nelle sue collezioni di un dipinto di Poussin (stimato 200 ghinee), dato dal conte di Carlisle Fredrick Howard come "pagamento parziale del dipinto venduto a sua Signoria di John Mabuse rappresentante l'offerta dei tre Re". Il 28 giugno è poi ricordato un altro pagamento di 300 ghinee per lo stesso dipinto. L'opera venne quindi trasportata nella residenza del conte a Castle Howard nello Yorkshire, passando poi ai suoi eredi. Nel 1885 fu trasferito al castello di Naworth nel Cumberland. Successivamente il conte George James Howard, per più di trent'anni influente "trustee" della National Gallery, si accordò coi curatori della galleria per l'acquisto dell'opera a un costo fortemente sotto il suo valore di mercato, che poi la sua vedova (nel 1911, dopo la sua morte) stabilì in 40.000 sterline. L'acquisto fu ufficializzato l'anno stesso.

## Descrizione e stile

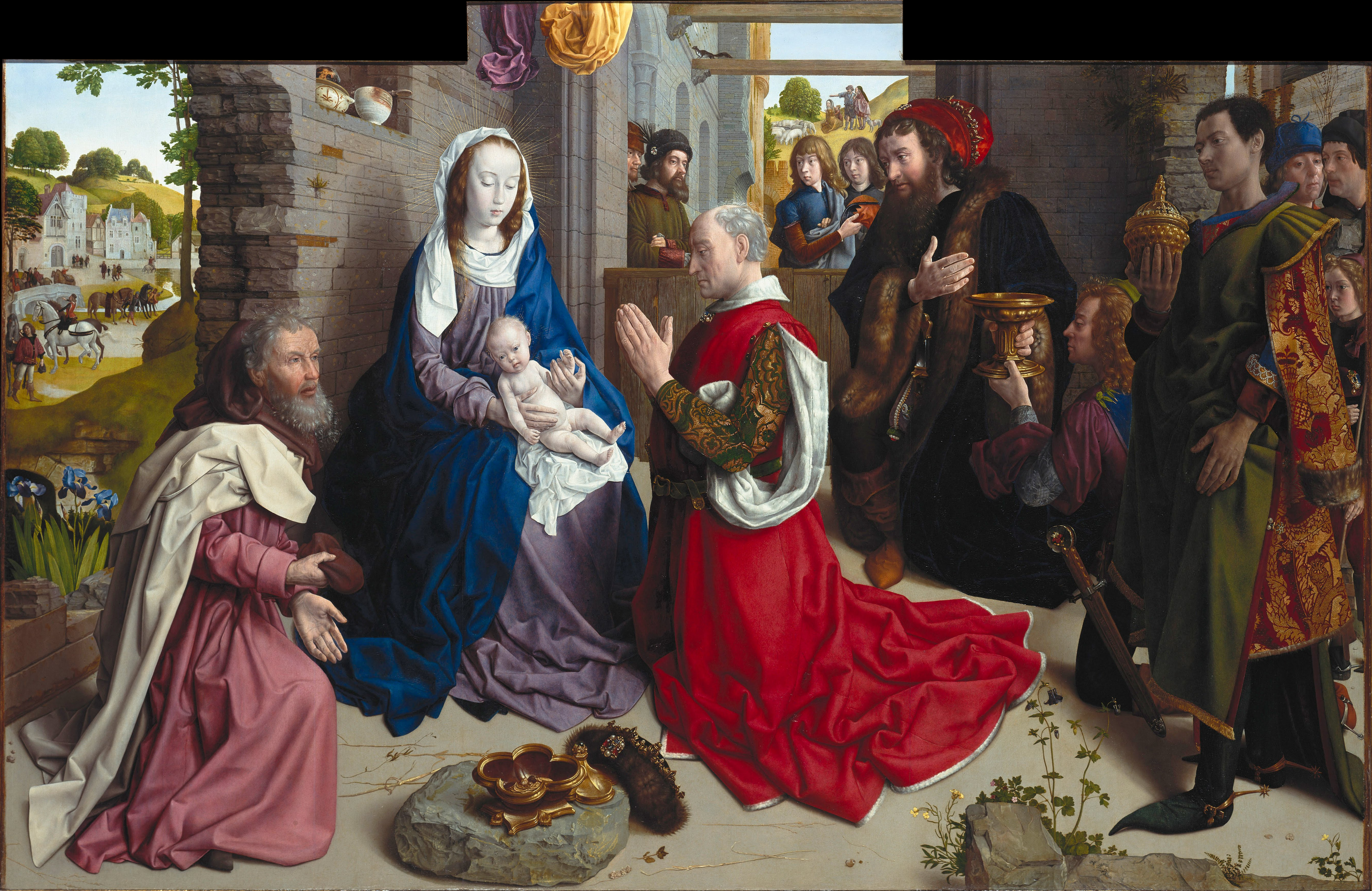
Hugo van der Goes, Altare Monforte, Berlino

La scena, dipinta verosimilmente dopo il viaggio in Italia del pittore, è ambientata tra rovine disposte in prospettiva grandangolare e segue una composizione di tipo piramidale, con la Madonna seduta col Bambino al centro e i magi col corteo ai lati. La fonte principale per l'organizzazione della scena fu probabilmente l'Altare Monforte di Hugo van der Goes, oggi a Berlino.
Il re di colore (Baldassarre, come ricorda il ricamo sul suo cappello) sta in piedi a sinistra, con un fastoso contenitore per la mirra, quello giovane con la barba è invece sul lato opposto (con un altrettanto straordinario contenitore per l'incenso), un po' più indietro, mentre quello anziano si è già inginocchiato dopo aver appoggiato in terra i simboli della sua regalità (corona e scettro), deponendoli simbolicamente ai piedi di Gesù. In questo personaggio, Gasparre come ricorda un'iscrizione sul coperchio del calice, potrebbe celarsi il ritratto del possibile committende del dipinto, forse Joannes de Broeder, abate di Sant'Adriano di Grammond; egli ha appena consegnato a Maria un contenitore con monete d'oro che nella forma ricorda il calice dell'eucaristia; anche gli altri contenitori dei doni rimandano al futuro sacrificio di Cristo, assomigliando a reliquiari e ostensori. Il tema del sacrificio è ricordato anche dal capitello sul pilastro dietro Gasparre, che presenta un Sacrificio di Isacco. Il ricamo vicino al bordo della sciarpa di Baldassarre riporta alcuni versi latini del Salve Regina.
In alto volano alcuni angeli, in tutto nove: i tre più vicini indossano vesti dei colori delle virtù teologali, mentre al di sopra di essi si nota la stella cometa. Uno di questi angeli regge un cartiglio con l'iscrizione Gloria in excelsis Deo.
In secondo piano, al centro, si vedono il bue, l'asinello, san Giuseppe vestito di rosso in un atteggiamento di indugio, i pastori che si affacciano a contemplare il Bambino. Più lontano si scorgono le armate di Erode che presto metteranno in fuga la sacra Famiglia. In primo piano alcuni cani sul pavimento sconnesso, dal quale spuntano varie pianticelle. Gli animali derivano da due stampe popolari: quello a sinistra dall'Adorazione dei Magi di Martin Schongauer, quello di destra dal Sant'Eustachio di Dürer. Magistrale è la cura dei numerosi dettagli, a partire dai sontuosi abiti e accessori dei magi, il delicato piumaggio delle ali degli angeli, la soffice resa dei capelli, la preziosità del paesaggio sfumato in lontananza, con edifici fantasiosi.
Vicino a Giuseppe un personaggio in ombra si affaccia da uno spiffero tra le pareti: si potrebbe trattare probabilmente dell'autoritratto del pittore.

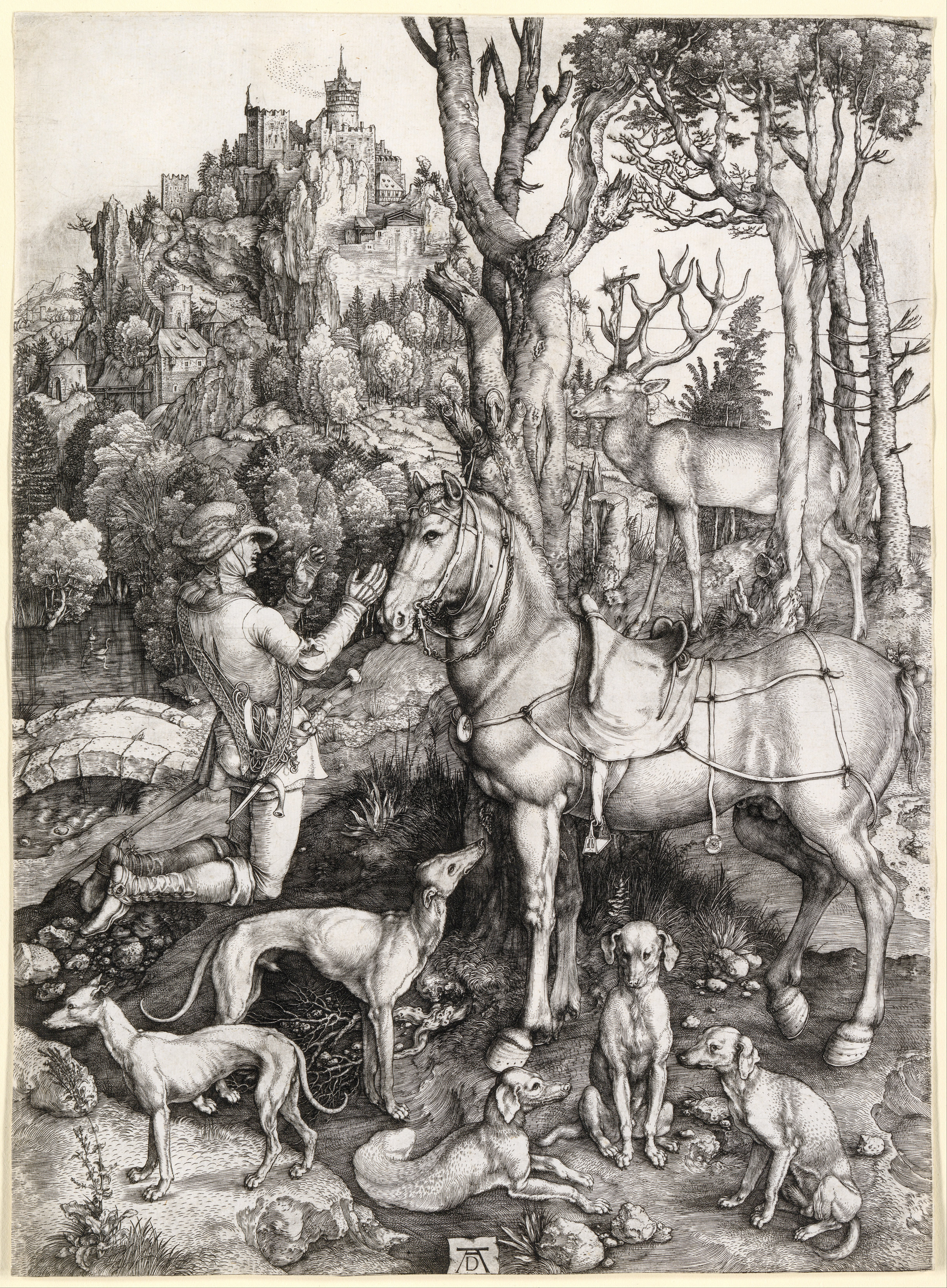
Sant'Eustachio di Albrecht Dürer
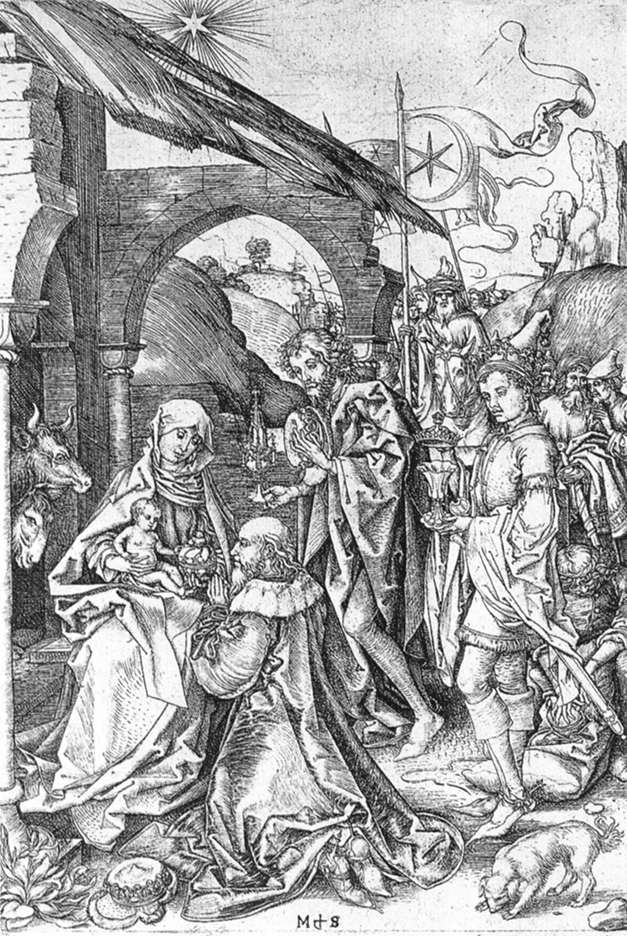
Adorazione dei Magi di Martin Schongauer